# Програма реновації житла в Москві (2017)
Програма реновації житла в Москві — програма мерії Сергія Собяніна, спрямована на розселення та знесення в Москві старого малоповерхового житлового фонду, побудованого в 1957—1968 роках, і нове будівництво на території, що звільнилася. Програма розрахована на 15 років, за результатами голосування москвичів до неї увійде понад 5 тисяч будинків.

## Реалізація програми

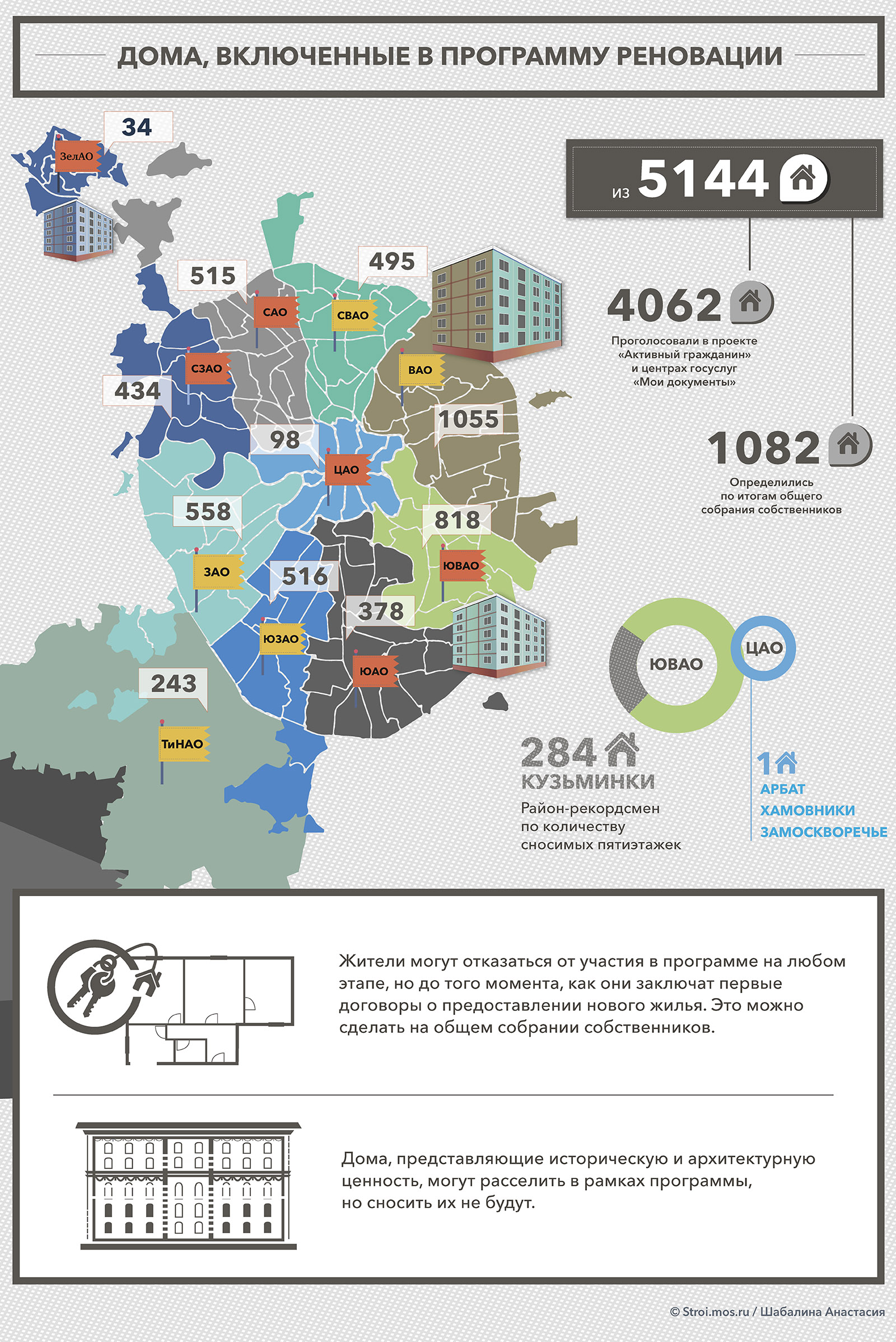
Будинки, включені в програму реновації.

У перших числах травня мерія опублікувала попередній список з 4566 будинків в 85 районах міста: 1064 Отримати в ВАО, 673 в ЮВАО, 535 в ЗАТ, 524 в СВАО, 460 в ЮЗАО, 426 в САО, 363 в ЮАО, 340 в СЗАО, 77 в ЦАО, 50 в ТиНАО і 34 в Зеленограді. Формальними критеріями для включення стали 1957—1968 рік побудови, використання типових виробів стін і перекриттів, стан і висота не більше 5 поверхів. Крім будівель періоду індустріального домобудівництва в список увійшли близько 100 будівель інших років, включаючи дореволюційні, будинки періоду архітектурного авангарду, пізні «сталінки» і будинки, побудовані за індивідуальними проєктами. У період 15 травня — 15 червня 2017 року мерія провела голосування за включення будинків з попереднього списку в програму реновації серед власників і наймачів квартир. Городяни могли віддати свій голос через додаток «Активний громадянин», центр державних послуг «Мої документи» або на зборах власників, рішення яких мали пріоритет над іншими способами волевиявлення. Особистість учасників голосування підтверджувалася за номерами СНІЛС і фінансово-особового рахунку квартири, право власності або користування — випискою з ЕГРН або договором наймання. Для включення будинку в програму потрібно зібрати ⅔ голосів «за», для виключення — ⅓ плюс один голос «проти», голоси тих, хто відмовився від участі в голосуванні, пропорційно розподілялися серед прихильників і противників участі в програмі.
Реновацію підтримали 4087 будинків з попереднього списку, проти виступили 452 будинки. Явка городян склала 71 %, в 118 будинках в голосуванні взяли участь понад 90 % жителів, у 21 будинку, включаючи 4 будинки в Ново-Передєлкіно та 5 будинків в Новій Москві, за розселення проголосували 100 % власників. У 31 районі за участь в програмі виступили всі будинки зі списку, у 2 районах їх програми була виключена більш ніж половину будинків: 55 % в Москворіччі-Сабурова і 51 % в Ізмайлово. У 7 будинках зі списку голосування не проводилися, оскільки вони були покинуті жителями або розселені. З 452 виключених з програми будинків 377 виявилися цегляними, також частка жителів цегляних будинків склала 84 % від усіх голосів проти. Вивчивши результати голосування, журналісти РБК прийшли до висновку, що на вибір москвичів практично не вплинула близькість будинків до станцій метрополітену та політичні переваги на мерських виборах 2013 року. До офіційного набрання чинності закону про реновації жителі будинків, які не включені до попереднього списку голосування, можуть провести збори власників і передати заяви на участь в програмі в районні управи: на момент завершення голосування це зробили майже 300 будинків.
У попередні списки не включалися панельні 9-поверхові будинки (прописані в підсумковій версії законопроєкту), проте в інтерв'ю «Комсомольской правде» 4 травня Сергій Собянін відзначав, що мерія розгляне можливість їх знесення за згодою жителів, якщо будинки входять в поквартальну забудову і перебувають у поганому стані. У зв'язку зі зверненням жителів близько 100 дев'ятиповерхових будинків увійшли до програми реновації.
В цілому за даними на серпень 2017 року програму реновації були включені 5144 будинки. При цьому по окремих об'єктах рішення зборів власників були оскаржені в суді, у зв'язку з чим цей список не був остаточним
11 березня 2019 року столична влада дозволила міському фонду реновації пропонувати учасникам програми квартири за межами свого району, але тільки за їх згодою.